# Хермопол
Хермопол или Хермополис(на гръцки: Ἑρμοῦ πόλις μεγάλη – Hermoupolis megale, на латински: Hermopolis Magna; на египетски арабски: Khemenu, Ḫmnw) е град в Среден Египет, играл някога значима роля в културата на древен Египет. От Хермопол е известен един от вариантите на древноегипетския мит за сътворението. С него е свързана група от осем божества, групирани в четири двойки и наричана Огдоада. Развит е бил и култ към бог Тот.